# 贝尔戈尔茨
贝尔戈尔茨（法語：Bergholtz，法語發音：[bɛʁɡɔlts] ⓘ）是法国上莱茵省的一个市镇，属于坦恩-盖布维莱尔区。

## 地理
贝尔戈尔茨（47°55'0"N, 7°14'46"E）面积4.24 平方千米，位于法国大東部大區上莱茵省，该省份为法国东部内陆省份，是阿尔萨斯的一部分，今与下莱茵省组成了阿尔萨斯欧洲集体，其北临下莱茵省，西接孚日省，西南接贝尔福地区省，东侧沿莱茵河与德国相望，南与瑞士接壤。
与贝尔戈尔茨接壤的市镇（或旧市镇、城区）包括：鲁法克、贡多尔赛姆、伊瑟奈姆、盖布维莱尔、贝尔戈尔特兹泽、奥尔什维尔。
贝尔戈尔茨的时区为UTC+01:00、UTC+02:00（夏令时）。

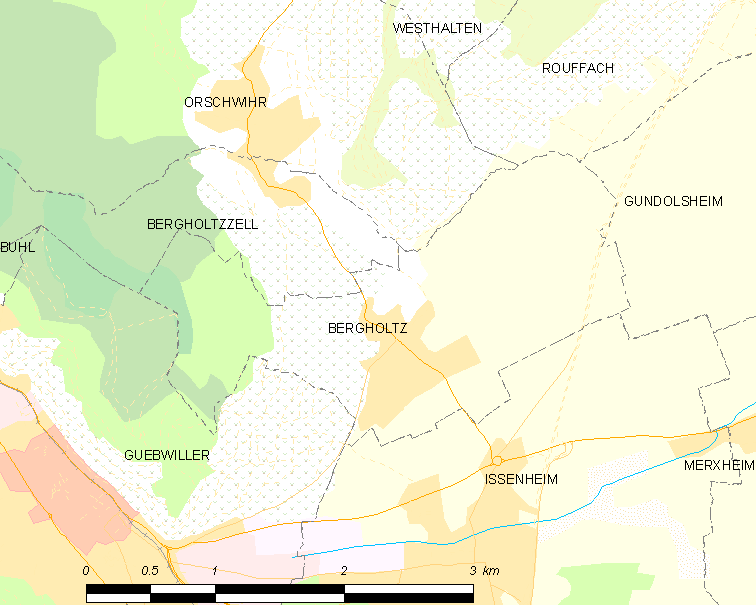
贝尔戈尔茨的OSM定位图

## 行政
贝尔戈尔茨的邮政编码为68500，INSEE市镇编码为68029。

## 政治
贝尔戈尔茨所属的省级选区为盖布维莱尔县。

## 人口

1962-2008年间贝尔戈尔茨人口变化图示

贝尔戈尔茨于2022年1月1日时的人口数量为1073人。